# 1951 en philosophie
Chronologie de la philosophie
- 1947
- 1948
- 1949
- 1950
- 1951
- 1952
- 1953
- 1954
- 1955

L’année 1951 a été marquée, en philosophie, par les événements suivants :

## Publications
- Johan Degenaar :  : Die Herhaling van die vraag na die Filosofie. Stellenbosch: US, Unpublished PhD thesis.

## Décès
- 29 avril : Ludwig Wittgenstein, philosophe allemand, né en 1889, mort à 62 ans.
- 2 juin : Émile-Auguste Chartier dit « Alain », né en 1868, mort à 83 ans.
- 1er septembre : Louis Lavelle, philosophe français, né en 1883, mort à 68 ans.